# Winchester modèle 1873

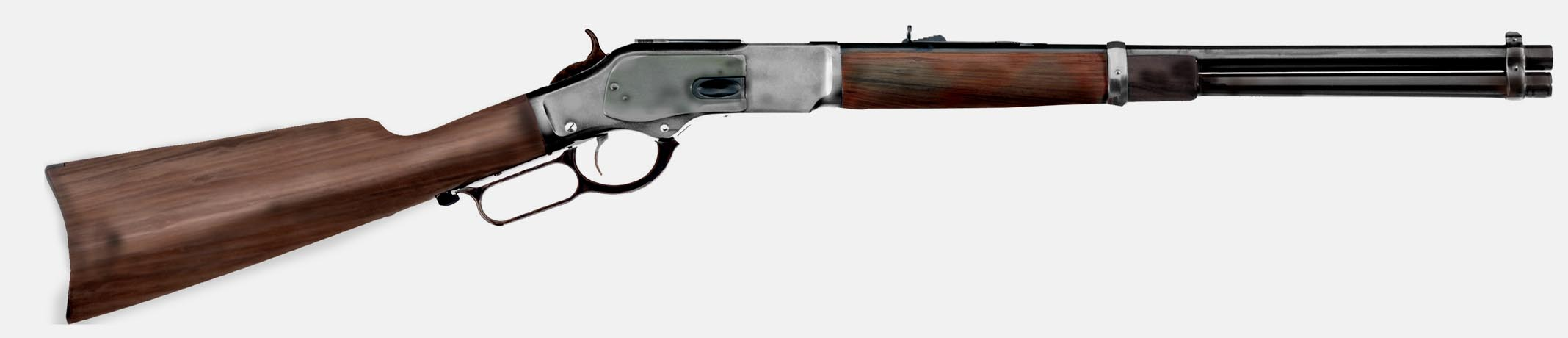
Winchester 1873 de calibre .44 (11 mm)

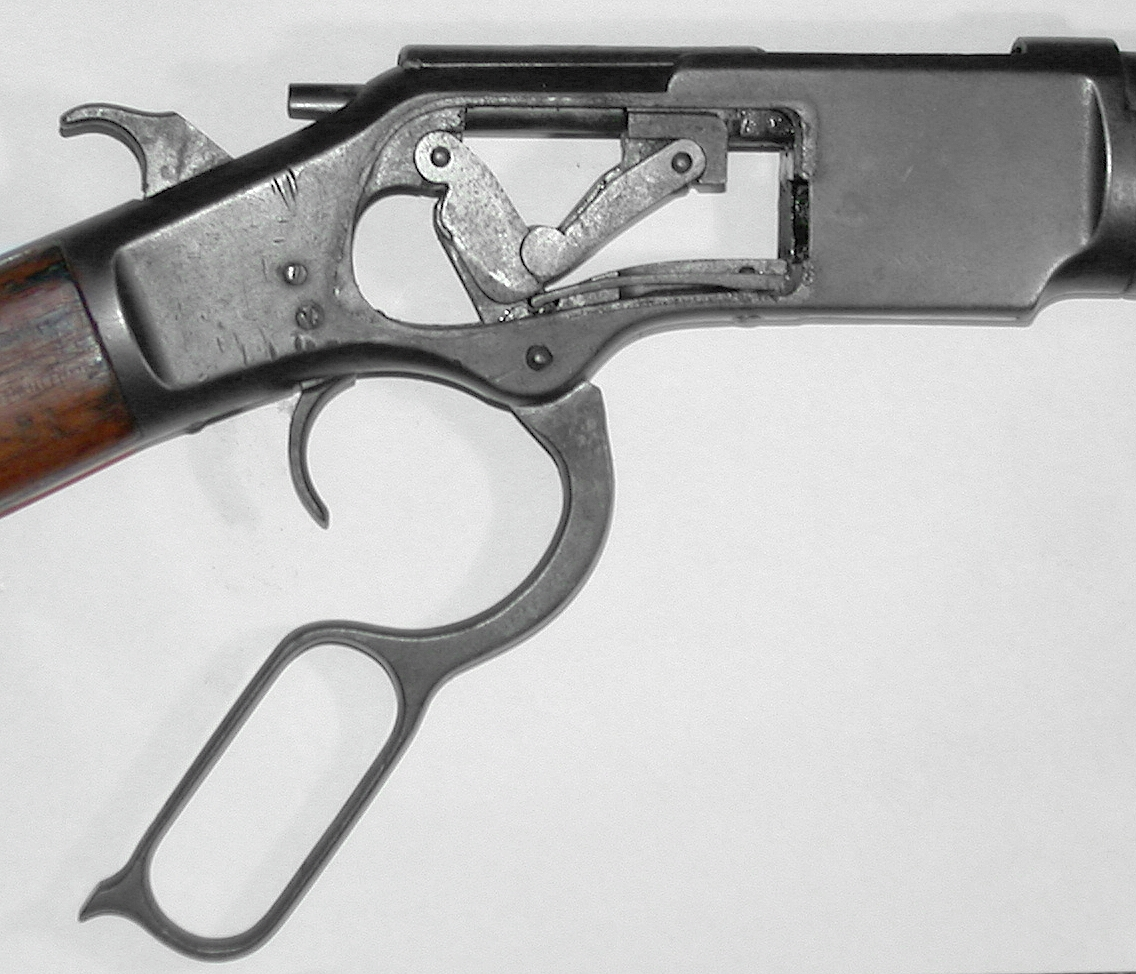
Culasse actionnée par le levier de sous-garde et calée par une genouillère

La carabine Winchester modèle 1873 est l'une des armes qui ont conquis l'Ouest américain.

## Technique
Cette carabine à levier de sous-garde est construite en acier, crosse et avant garde en bois de noyer. L’éjection des étuis se fait par le haut de l’arme. La plupart des modèles 73 ont reçu un canon rond. Les organes de visée sont simples : hausse à crémaillère et guidon à lame. Certains modèles peuvent recevoir une lunette de visée. La plupart sont en acier bleui.

## Données numériques
Production Winchester :
- Calibres : .44-40 WCF (majorité des armes vendues), .38-40 WCF ou .32-20 WCF ;
- Canon : en centimètres : de 51 (Carbine = mousqueton), à 51/61 (Rifle = carabine de chasse) ou 76,2 (Musket = fusil d'infanterie) ;
- Longueur totale : en centimètres : de 100 (mousqueton), à 100/110 (carabine de chasse) ou 125 (fusil d'infanterie) ;
- Masse de l'arme vide : de 3,22/3,24 kilos (mousqueton), à 3,85/4 kg (carabine de chasse) ou 4,10 kg (fusil d'infanterie) ;
- Magasin : de 12 coups (mousqueton), à 6/12/15 (carabine de chasse) ou 17 coups (fusil d'infanterie).

Version Armée espagnole :
- Calibre : .44 Largo ;
- Canon : 76,2 centimètres ;
- Longueur : 126 centimètres ;
- Masse de l'arme vide : 3,9 kilogrammes ;
- Magasin de 16 coups.

## Production et diffusion
Fabriquée par la Winchester Repeating Arms Company, la Winchester 1873, vendue à plus de 720 000 exemplaires pendant 50 ans (1873-1923), ne connut aucune commande de l'Armée américaine mais fut utilisée lors des guerres indiennes (notamment par les guerriers apaches de Geronimo) et surtout par la Texas Ranger Division et de nombreux shérifs aux États-Unis. Ses utilisateurs les plus illustres furent Billy the Kid, Buffalo Bill (et sa troupe), Calamity Jane, les frères Dalton, Charlie Siringo, Belle Starr et Annie Oakley. Elle fut exportée massivement en Amérique latine (Brésil, Haïti et Nicaragua notamment : paiement en tonnes de café), dans l'Empire chinois, en Espagne et au Maroc (100 000 fusils). Les versions militaires espagnoles furent produites par la FAO (arsenal d'Oviedo) et mises en service à partir de 1879. Elles existaient en versions fusil et carabine (canon de 56 cm) et furent munies d'une baïonnette (lame de 41 cm environ). Ces Winchesters furent utilisées par la Garde civile durant la guerre d'Espagne.
Devant le succès des Westerns, la firme italienne Uberti produit des répliques modernes depuis le début des années 1960. D'autres fabricants italiens firent de même.
Enfin en 2013, Winchester a réintroduit le Model 73 dans son catalogue.

## Jeux vidéo
- Red Dead Redemption
- Red Dead Redemption 2
- PlayerUnknown's Battlegrounds
- Call of Juarez: Bound in Blood
- Hunt: Showdown

## Cinéma
- Winchester 73, western d'Anthony Mann (1950).
- Open Range, western de Kevin Costner (2003)

## Autre

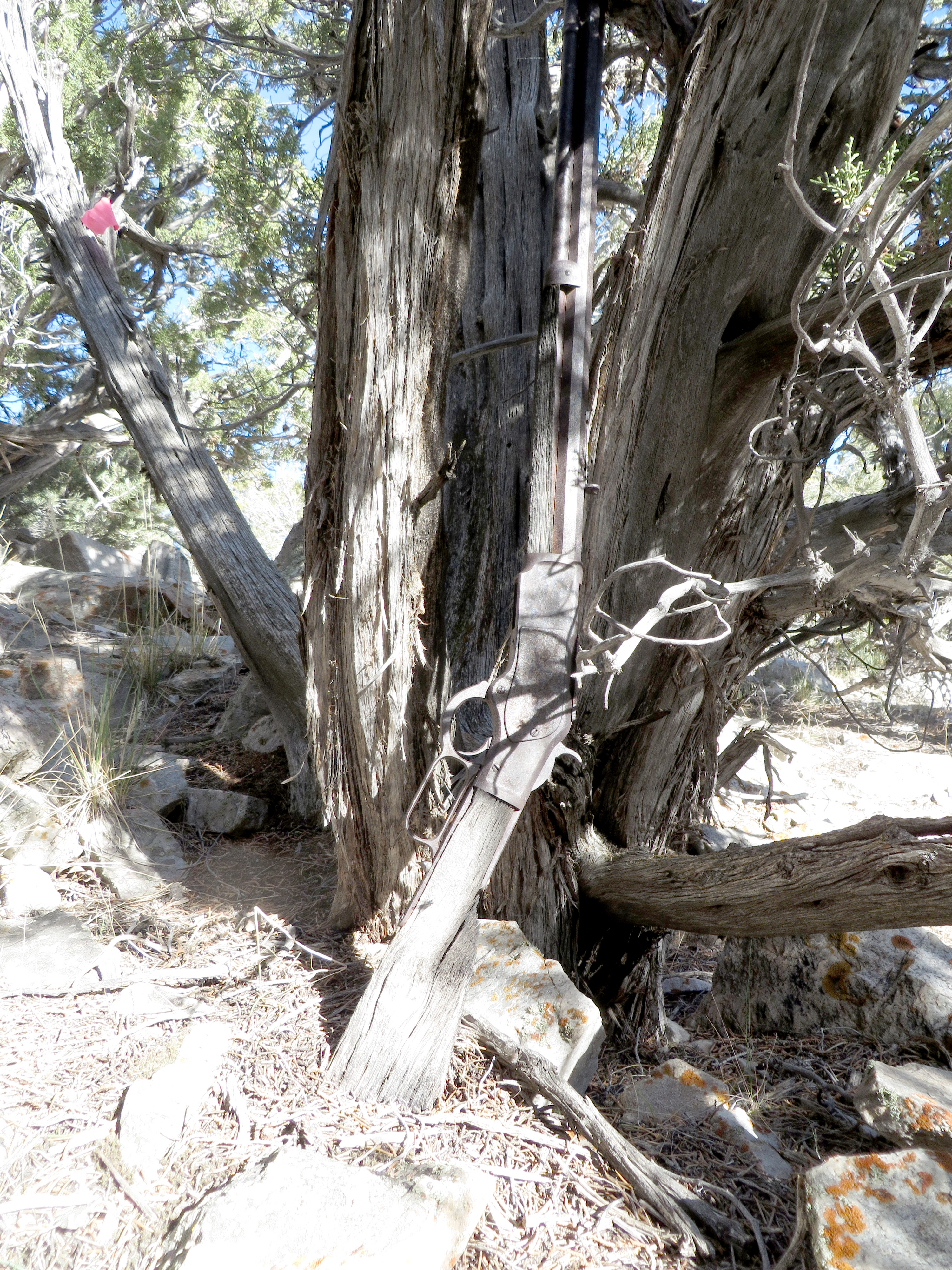
La Winchester oubliée, appuyée contre l'arbre où elle a été découverte en 2014.

En 2014, une Winchester modèle 1873 de 1882 a été trouvée au parc national du Grand Bassin, dans le Nevada, adossée à un arbre. Elle avait été abandonnée là plus d'une centaine d'années auparavant pour des raisons inconnues.